# Томарес исчезнувший
Томарес исчезнувший (Tomares desinens) — дневная бабочка из семейства голубянок. Эндемик Талышских гор в Азербайджане.

## История открытия и этимология названия
10 мая 1971 года советский и азербайджанский энтомолог-лепидоптеролог Рустам Мамед-Эмин Эффенди (1934—1991) поймал в Талышских горах в Зуванде необычную серию экземпляров бабочек из рода Tomares, которые кормились совместно с бабочками-голубянками Tomares callimachus и Callophrys suaveola на соцветиях астрагалов Onobrychis cornuta.
Видовой эпитет «исчезнувший» объясняется тем, что первая находка вида, совершённая в 1971 году представляла собой единичную типовую серию экземпляров, состоящую из 10 самцов и 2 самок. С 1971 года первооткрыватели вида шесть раз посещали типовую местность и совершали поиски экземпляров вида в начале, середине и конце весны. Но дополнительные экземпляры вида так и не были найдены.

## Описание
Длина переднего крыла 11—13 мм. Верхняя сторона крыльев самцов и самок имеет тёмно-шоколадно-коричневый цвет с широким ярко-красным срединным полем. Краевая бахромка крыльев пестрая, белая с черными промежутками, что резко отличает данный вид от всех других представителей рода.

## Ареал
Азербайджан, Талышские горы, Зуванд, 18 км западнее с. Космолян, окр. с. Гили-дара. Населяет горные засушливые склоны с колючими астрагалами (Onobrychis cornuta) на высотах 1700—1900 м над ур. м..

## Биология
Развивается в одном поколении за год. Время лёта — вторая половина мая. Полет бабочек стремительный, порхающий. Бабочки предпочитают садиться на оголенные участки почвы, под цвет которых мимикрирует окраска нижней стороны их крыльев. Питаются па цветущих подушковидных колючих эспарцетах. Гусеницы в июне питаются листьями астрагалов Onobrychis cornuta. Зимуют куколки